# Episodi di Stargate Atlantis (quinta stagione)
La quinta stagione della serie televisiva Stargate Atlantis, composta da venti episodi, è stata trasmessa negli Stati Uniti dall'11 luglio 2008 al 9 gennaio 2009.
In Italia la stagione è stata inizialmente distribuita solamente in DVD, ed è stata trasmessa in prima visione assoluta da Rai 4 diverso tempo dopo, dal 15 settembre al 10 ottobre 2014.
| nº | Titolo originale           | Titolo italiano            | Prima TV USA      | Prima TV Italia   |
| -- | -------------------------- | -------------------------- | ----------------- | ----------------- |
| 1  | Search and Rescue - Part 2 | Ricerca e salvataggio (2)  | 11 luglio 2008    | 15 settembre 2014 |
| 2  | The Seed                   | Il seme                    | 18 luglio 2008    | 16 settembre 2014 |
| 3  | Broken Ties                | Legami spezzati            | 25 luglio 2008    | 17 settembre 2014 |
| 4  | The Daedalus Variations    | Variazioni Daedalus        | 1º agosto 2008    | 18 settembre 2014 |
| 5  | Ghost In the Machine       | Il fantasma nella macchina | 15 agosto 2008    | 19 settembre 2014 |
| 6  | The Shrine                 | Il santuario               | 22 agosto 2008    | 22 settembre 2014 |
| 7  | Whispers                   | Sussurri                   | 5 settembre 2008  | 23 settembre 2014 |
| 8  | The Queen                  | La regina                  | 12 settembre 2008 | 24 settembre 2014 |
| 9  | Tracker                    | Tracce                     | 19 settembre 2008 | 25 settembre 2014 |
| 10 | First Contact - Part 1     | Primo contatto (1)         | 26 settembre 2008 | 26 settembre 2014 |
| 11 | The Lost Tribe - Part 2    | La tribù perduta (2)       | 10 ottobre 2008   | 29 settembre 2014 |
| 12 | Outsiders                  | I forestieri               | 17 ottobre 2008   | 30 settembre 2014 |
| 13 | Inquisition                | L'Inquisizione             | 24 ottobre 2008   | 1º ottobre 2014   |
| 14 | The Prodigal               | Il prodigo                 | 7 novembre 2008   | 2 ottobre 2014    |
| 15 | Remnants                   | Resti                      | 14 novembre 2008  | 3 ottobre 2014    |
| 16 | Brain Storm                | Cervelli nella tormenta    | 21 novembre 2008  | 6 ottobre 2014    |
| 17 | Infection                  | Infezione                  | 5 dicembre 2008   | 7 ottobre 2014    |
| 18 | Identity                   | Identità                   | 12 dicembre 2008  | 8 ottobre 2014    |
| 19 | Vegas                      | Vegas                      | 2 gennaio 2009    | 9 ottobre 2014    |
| 20 | Enemy at the Gate          | Il nemico è alle porte     | 9 gennaio 2009    | 10 ottobre 2014   |

## Ricerca e salvataggio (2)
- Titolo originale: Search and Rescue (part 2)
- Diretto da: Andy Mikita
- Scritto da: Martin Gero

### Trama
Alcuni componenti della Missione Atlantide rimangono intrappolati nel crollo di un laboratorio di Michael mentre sono alla ricerca di Teyla; il Colonnello Carter conduce una missione di salvataggio, ignaro che l'ibrido Wraith è ritornato nei paraggi avvisato dall'allarme scattato nel suo laboratorio.
- Altri interpreti: Connor Trinneer, Mitch Pileggi, Kavan Smith, Martin Christopher, Amanda Tapping, Patrick Sabongui, Leela Savasta, Jeremy Jones, Sharon Taylor, Annalise MacCullouch.

## Il seme
- Titolo originale: The Seed
- Diretto da: William Waring
- Scritto da: Joseph Mallozzi, Paul Mullie

### Trama
Mentre la dottoressa Keller ha trovato e somministrato una cura a Carson, recentemente riportato in vita da una condizione di stasi, un organismo alieno provoca la momentanea incapacità della dottoressa di continuare il suo lavoro. La situazione si aggrava e la base di Atlantide viene sopraffatta da questo biopolimero trovato nel sangue della Keller dopo il suo ritorno dal pianeta dove Michael aveva il laboratorio di bioricerca. In cerca di una fonte di energia sempre più grande questa "pianta" riesce a collegarsi al condotto che porta allo ZPM, ma Sheppard risolverà la situazione.
- Cast: Joe Flanigan, Rachel Luttrell, Jason Momoa, Jewel Staite, Robert Picardo, David Hewlett
- Cast di supporto: David Nykl, Paul McGillion, Linda Ko, Sharon Taylor, Annalise MacCullouch

## Legami spezzati
- Titolo originale: Broken Ties
- Diretto da: Ken Girotti
- Scritto da: Joseph Mallozzi, Paul Mullie

### Trama
Ronon si trova ancora una volta ad affrontare Tyre, il suo simile diventato un adoratore dei Wraith, ma che ora dichiara con forza di essersi finalmente liberato dalla loro nefasta influenza.
- Cast: Joe Flanigan, Rachel Luttrell, Jason Momoa, Jewel Staite, Robert Picardo, David Hewlett
- Cast di supporto: Kavan Smith, Sean Campbell, Mark Dacascos, Tyler McClendon, Patrick Sabongui, Annalise MacCullouch

## Variazioni Daedalus
- Titolo originale: The Daedalus Variations
- Diretto da: Andy Mikita
- Scritto da: Alan McCullough

### Trama
Una nave simile alla Daedalus appare improvvisamente sui cieli di Atlantide. La squadra, composta da Shepard, Mckay, Teyla e Ronon, sale a bordo della nave per scoprirne la provenienza e dai registri di bordo uno sconosciuto comandante della Daedalus lascia un messaggio che informa che, per un motivo non specificato, l'equipaggio è probabilmente tutto quello che rimane di una libera razza umana e che sono scesi su un pianeta per tentare di colonizzarlo e ricostruire lì una civiltà. La squadra, vagando per la nave deserta, si imbattono in quattro cadaveri che appartengono esattamente a loro quattro. Si rendono conto quindi che sia i corpi che la nave provengono da un'altra dimensione ma prima di poter fare qualcosa la nave salta in un'altra realtà alternativa nel bel mezzo di un conflitto armato tra un'altra versione di Atlantide e misteriosi alieni. Si scoprirà che sia la nave sia i cadaveri dei loro "doppi" appartengono a realtà diverse. La Daedalus utilizza un motore sperimentale che gli permette di saltare da un universo all'altro in maniera del tutto casuale. Il motore, però, danneggiato, salta in universi paralleli sempre più velocemente e rischia di esaurire l'energia vanificando la possibilità che la squadra possa tornare al proprio universo originario.

## Il fantasma nella macchina
- Titolo originale: Ghost in the Machine
- Diretto da: Ken Girotti
- Scritto da: Carl Binder

### Trama
Di ritorno da un pianeta, il Jumper con a bordo la squadra del Colonnello Sheppard inizia a manifestare anomalie. Tornati ad Atlantide, si accorgono che l'anomalia è arrivata anche nei computer della città: è la coscienza di Elizabeth Weir in cerca di aiuto. Ma aiutarla potrebbe essere molto rischioso.

## Il Santuario
- Titolo originale: The Shrine
- Diretto da: Andy Mikita
- Scritto da: Brad Wright

### Trama
McKay inizia a manifestare sintomi di una strana e incurabile malattia, conosciuta come "seconda infanzia" che lo porta velocemente a perdere la memoria. Ronon propone alla squadra di portarlo in un santuario dove gli ammalati possono tornare lucidi per un'ultima volta e quindi potergli dire addio. La dottoressa keller, però capisce che il luogo emette delle radiazioni che influiscono sul parassita di McKay, così, spinta da Sheppard, fora la testa dello scienziato con un trapano: il parassita cercando di sfuggire alle radiazioni esce dal foro e Ronon lo elimina. McKey è salvo.

## Sussurri
- Titolo originale: Whispers
- Diretto da: William Waring
- Scritto da: Joseph Mallozzi

### Trama
Su un lontano pianeta della galassia di Pegasus due uomini camminano nella foresta immersa dalla nebbia quando vengono catturati da altri uomini con il volto coperto da maschere antigas. Un anno dopo una squadra Atlantide in perlustrazione trova un laboratorio di Michael. Il Colonnello Sheppard e il dottor Beckett si recano sul pianeta dove, nel laboratorio, trovano una serie di capsule di stasi. La sera stessa, per errore, vengono aperte e ne escono gli esemplari di una serie di umani mutati da Michael usando il DNA di diverse specie predatorie. Le creature, un esperimento fallito del Wraith, sono così pericolose che neppure Michael era in grado di controllare e per questo le aveva abbandonate a sé stesse. E ora John, Beckett e la squadra si trovano circondati da mostri feroci e spietati.

## La regina
- Titolo originale: The Queen
- Diretto da: Brenton Spencer
- Scritto da: Alan McCullough

### Trama
La dottoressa Keller ha sviluppato una terapia genica per trasformare i Wraith ed eliminare così il loro bisogno di nutrirsi di umani. Contattato Todd, egli spiega che l'unico modo per convincere la sua alleanza a sottoporsi alla terapia è di trattare con la regina, la "Primaria". Sorge il problema che ella parlerà solo con una sua pari, e dato che nella nave di Todd la regina è ormai morta da tempo e che quest'ultimo sta tenendo in piedi da allora la menzogna che sia ancora viva per evitare di essere attaccato da altri alveari, occorre sostituirla in qualche modo. Teyla grazie al suo DNA Wraith è l'unica candidata possibile per cui viene sottoposta ad un'operazione chirurgica totale che cambia completamente il suo aspetto in una regina Wraith. Una volta sulla nave ammiraglia della Primaria Todd la uccide e convince Teyla a prendersi la responsabilità del delitto dato che, nella società Wraith, è prassi comune che una regina ne uccida un'altra per prendere il suo posto e appropriarsi di tutti i suoi territori di caccia e navi alveare. A quel punto Telya deve continuare a tenere in piedi la menzogna di essere una regina, circondata da un esercito di Wraith e ad anni luce di distanza da Sheppard e gli altri.

## Tracce
- Titolo originale: Tracker
- Diretto da: William Waring
- Scritto da: Carl Binder

### Trama
La dottoressa Keller, in missione umanitaria su un pianeta, viene rapita da un uomo misterioso. Starà a Ronon e McKay salvarla.

## Primo contatto (1)
- Titolo originale: First Contact (Part 1)
- Diretto da: Andy Mikita
- Scritto da: Martin Gero

### Trama
Il dottor Jackson, arrivato ad Atlantide, riesce con l'aiuto del dottor McKay a trovare il laboratorio segreto dello scienziato lantiano Janus, dove è conservato un dispositivo creato per mettere fine alla guerra con i Wraith, il dispositivo Attero. Questo dispositivo però finisce nelle mani di una nuova razza, che lo ruba da Atlantide rapendo anche Daniel e Rodney per poi costringerli ad attivarlo mettendo in pericolo milioni di vite. Intanto Todd, pensando che il dispositivo sia stato attivato dagli abitanti di Atlantide, sentendosi tradito prende il controllo della Daedalus intenzionato a distruggere ad ogni costo il dispositivo. A quanto pare sapeva a priori della sua esistenza. L'Attero infatti era stato concepito come arma anti wraith per distruggerne le navi in quanto emette un impulso che altera la frequenza dei loro hyperdrive, solo i loro, facendole esplodere se li usano, ma ha anche un grave effetto collaterale, notato troppo tardi da Jackson e McKay: se si usa uno Stargate quando l'Attero è attivato, nel giro di 90 secondi lo sovraccarica con conseguente esplosione (potente quando 12 testate nucleari). Per questo era stato abbandonato da Janus e mai usato, e Atlantide è la prima a subirne l'effetto. Lo stargate esplode ma Zelenka tenta di contenere l'esplosione con lo scudo dell'iride che però è troppo debole. Resosene conto fa evacuare tutti ma lui e Sheppard restano. Dopo poco cede e, seppur con una potenza molto inferiore, la sala Stargate esplode.

## La tribù perduta (2)
- Titolo originale: The Lost Tribe (Part 2)
- Diretto da: Andy Mikita
- Scritto da: Martin Gero

### Trama
L'esplosione della sala causa grossi danni distruggendo anche i controlli dello Stargate oltre allo stesso e si sente anche ai livelli inferiori. Sheppard e Zelenka si sono salvati buttandosi a terra e si riorganizzano allestendo una nuova sala controllo. Intanto Todd pianifica di attaccare Atlantide con la Daedalus. Prima però li chiama per farsi dire dov' è e farselo consegnare spiegando che fu già usato 10.000 anni fa e Todd ne vide gli effetti, compreso quello sugli Stargate. Per quanto Atlantide neghi la responsabilità Todd comunque minaccia di uccidere un ostaggio al minuto partendo da Woolsey. Alla fine gli danno le coordinate: pianeta M6H-987, dove però ci sono anche Daniel e Rodney. Sulla Daedalus intanto Ronon riesce a forzare una porta bloccata da Todd per tentare di riprendere la nave e disattivarne i motori. Atlantide intanto riceve la visita di una comandante dei Viaggiatori, Katana Labrea, inviata da una vecchia conoscenza di Sheppard, Larrin, per sapere che sta succedendo agli Stargate, difatti uno è esploso uccidendo 3000 persone distruggendo 2 navi inclusa quella lantiana che Sheppard aveva riattivato nell'episodio Viaggiatori. Sulla Daedalus Ronon e Jennifer raggiungono la sala motori e questo spara ai cristalli per disattivarli. Daniel intanto riesce a parlare col capo degli alieni il quale però se ne infischia degli effetti dell'Attero e pensa solo al suo popolo ma comunque rivela la sua identità. Si scopre che la nuova razza altro non è che un gruppo di Asgard che si è trasferito nella galassia di Pegaso per trovare un modo di salvare il proprio popolo dall'estinzione avvenuta alla fine dell'ultima stagione di SG-1. Intanto Ronon e Keller liberano gli ostaggi e riottengono il controllo della nave ma i Wraith hanno bloccato i comandi e abbandonato il ponte. Essendo le armi inattive vogliono far schiantare la nave sul pianeta. Sheppard però ha un'idea e si piazza davanti alla Deadlaus con l'altra nave e apre una finestra spaziale deviandone la rotta. In seguito teletrasportano Daniel e Rodney che hanno disattivato l'Attero rimuovendone il cristallo di controllo ma gli Asgard hanno portato via la chiave di attivazione. Infine distruggono la struttura dell'antenna dell'Attero.

## I forestieri
- Titolo originale: Outsiders
- Diretto da: William Waring
- Scritto da: Alan McCullough

### Trama
I Wraith minacciano un gruppo di rifugiati sopravvissuti alla cura degli Hoffan collocati dai membri della squadra di Atlantide in un nuovo pianeta. I Wraith pretendono che gli abitanti originari di quel pianeta li consegnino nelle loro mani pena l'annientamento dell'intero villaggio.

## L'Inquisizione
- Titolo originale: Inquisition
- Diretto da: Brenton Spencer
- Scritto da: Alex Levine

### Trama
Una nuova coalizione di mondi umani rapisce e mette sotto processo il team di Atlantide, accusandolo di terribili crimini contro la Galassia di Pegaso, primo tra tutti quello di aver risvegliato i Wraith. Il colonnello Sheppard ripercorre alcune delle principali missioni allo scopo di dimostrare l'innocenza dei suoi uomini, con l'aiuto di Richard Woolsey in qualità di avvocato.

## Il prodigo
- Titolo originale: The Prodigal
- Diretto da: Andy Mikita
- Scritto da: Carl Binder

### Trama
Michael riesce ad entrare ad Atlantide e prenderne il controllo grazie al Jumper che aveva rubato in precedenza alla squadra che aveva salvato Teyla dal suo incrociatore. Zelenka però riesce a raggirare alcuni codici con i quali Michael aveva bloccato il mainframe. Questo permette ad una squadra guidata dal colonnello Sheppard di irrompere nella sala dello stargate e riprendere il controllo della città.

## Resti
- Titolo originale: Remnants
- Diretto da: William Waring
- Scritto da: Joseph Mallozzi e Paul Mullie

### Trama
Il Signor Woolsey conosce la Dottoressa Vanessa Conrad; il Dottor McKay, con l'aiuto del Dottor Zelenka, rinviene uno strano manufatto alieno sul fondo del mare; il Colonnello Sheppard, in missione sul pianeta con due astrobiologi, ritrova una vecchia conoscenza: il capo dei Genii Kolya, ucciso dallo stesso Sheppard tempo prima. Ma c'è qualcosa che non quadra...

## Cervelli nella tormenta
- Titolo originale: Brain Storm
- Diretto da: Martin Gero
- Scritto da: Martin Gero

### Trama
Con molta riluttanza Rodney torna sulla Terra per assistere ad un trionfale convegno di uno scienziato rivale; costretto a partecipare, scopre che egli ha rubato una sua idea per costruire una macchina capace di alterare il clima del pianeta. Durante la dimostrazione il dispositivo sfugge al controllo dello scienziato e Rodney offre il suo aiuto per disattivarlo.
- Guest star: Bill Nye e Neil deGrasse Tyson nei ruoli di se stessi

## Infezione
- Titolo originale: Infection
- Diretto da: Andy Mikita
- Scritto da: Alan McCullough

### Trama
La nave alveare di Todd compare improvvisamente nei pressi della città. La squadra risponde alla chiamata di soccorso proveniente dal vascello e scopre che l'equipaggio, dopo essersi sottoposto alla terapia genetica sviluppata dalla Dottoressa Keller, è stato colpito da un virus. Mentre i nostri cercano una soluzione al problema, rimangono bloccati nel vascello in via di distruzione.

## Identità
- Titolo originale: Identity
- Diretto da: William Waring
- Scritto da: Carl Binder

### Trama
Un nuovo membro della spedizione aggredisce il Dottor Zelenka, si guarda allo specchio e si intravede il riflesso della Dottoressa Keller; cos'è successo? Un manufatto degli Antichi, simile ad un altro scoperto dall'SG-1, ha scambiato la coscienza della dottoressa con quella di una ladra aliena. Sarà, come al solito, una lotta contro il tempo.

## Vegas
- Titolo originale: Vegas
- Diretto da: Robert C. Cooper
- Scritto da: Robert C. Cooper

### Trama
Terra, realtà alternativa. A Las Vegas il Detective Sheppard indaga su una serie di strani omicidi in cui sembra che alle vittime sia stata "risucchiata la vita" (trovandosi di fronte alla prima vittima, il Detective Sheppard ricostruisce, nella sua mente, il possibile omicidio) Continuando ad investigare conosce il dottor McKay della realtà alternativa che lo mette al corrente dell'esistenza dei Wraith e del fatto che una loro nave è stata abbattuta qualche mese prima mentre si trovava in orbita attorno alla Terra. Ma anche del fatto che un Wraith pare sopravvissuto alla morte di tutti i suoi compagni e che stia portando avanti una ricerca di cui si ignorano gli scopi. Il Detective Sheppard, in seguito, rimettendo insieme tutti i particolari dell'indagine riesce a rintracciare il Wraith e informarne il comando Stargate, ma l'alieno accortosi di essere osservato ingaggia un combattimento con Sheppard. Anche se quest'ultimo ha la peggio e muore poco dopo, riesce a ritardare il progetto dell'alieno quel tanto che basta perché gli aerei arrivino sull'obbiettivo e distruggano tutto il laboratorio e il Wraith. Ma non prima che questi tenti di inviare un messaggio alla Galassia di Pegaso per fornire l'ubicazione della terra. Il messaggio non riesce ad essere inviato nello spazio, ma l'energia impiegata lo invia invece nelle varie dimensioni parallele. Ora i Wraith delle altre dimensioni conoscono l'ubicazione del pianeta Terra.

## Il nemico è alle porte
- Titolo originale: Enemy at the Gate
- Diretto da: Andy Mikita
- Scritto da: Joseph Mallozzi e Paul Mullie

### Trama
Uno scienziato di Todd riesce ad adattare uno ZPM per potenziare una nave alveare (diventata così praticamente indistruttibile) e tradisce il comandante Wraith abbattendo la sua nave, ma Todd, salvatosi dallo schianto, riesce ad avvisare Atlantide. Con le nuove specifiche la nave alveare riesce a ricevere le coordinate spedite dalla realtà alternativa (vedere episodio precedente) e dirige verso il nostro pianeta. L'unico modo per fermare l'invasione Wraith è riportare, finalmente, Atlantide sulla Terra.